# Konstancjewo
Konstancjewo – osada w Polsce położona w województwie kujawsko-pomorskim, w powiecie golubsko-dobrzyńskim, w gminie Golub-Dobrzyń.
W latach 1975–1998 miejscowość administracyjnie należała do województwa toruńskiego.